# Kempele
Kempele es un municipio situado en la región de Ostrobothnia del Norte, en Finlandia. Tiene una población estimada, en febrero de 2022, de 19 183 habitantes.
Los municipios vecinos a Kempele son Liminka, Oulu y Tyrnävä.

## Historia de Kempele
Los primeros habitantes permanentes se establecieron en el área de Kempele hace aproximadamente 500 años (en ese tiempo el litoral costero estaba más cerca de lo que está hoy). Kempele fue parte de la Gran Liminka y constaba solo de tres casas en 1568, cuando la zona fue llamada como Kempele por primera vez en un contexto oficial. En 1774 se concedieron privilegios eclesiásticos completos a Kempele, lo que supuso la separación de Liminka. 
La municipalidad de Kempele fue fundada en 1867. 

### La Iglesia de Kempele

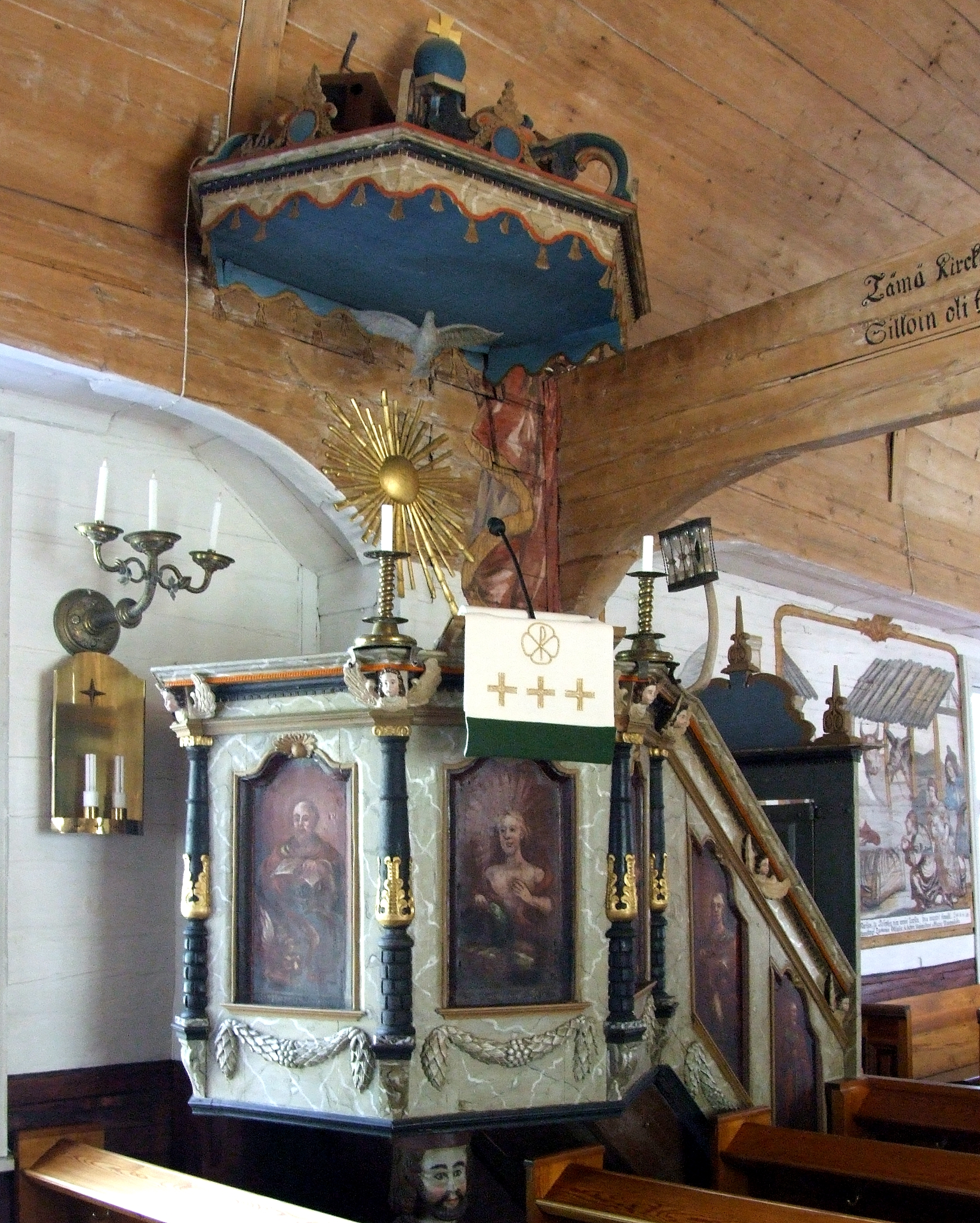

La antigua iglesia de madera de Kempele, que fue construido a finales del siglo XVII, es una de las iglesias de madera más antiguas de Finlandia. Originalmente Kempele obtuvo los derechos para construir una sala de oración en 1688, pero los feligreses locales decidieron construir una iglesia con campanario. La iglesia fue construida con un diseño gótico. El campanario fue no solo una característica de diseño, sino que también sirvió como una señal para la gente de mar. Se cree que es de 1769 y está construido en el estilo renacentista. 
Como era típico en ese momento, se enterraba a las personas ilustres del lugar bajo el edificio de la iglesia: en Kempele hay aproximadamente 150 tumbas, la última de ellas de 1796. 
En 1990 se construyó una nueva Iglesia, por lo que la iglesia de madera ya no está en uso. Ocasionalmente se siguen realizando algunas actividades allí.

### Polar Electro
Kempele puede ser mejor conocido, sin embargo, por ser la sede de la famosa corporación Polar Electro, fundada en 1977. Polar Electro fabrica avanzados equipos de monitoreo de la frecuencia cardíaca, entre otros equipos de apoyo al entrenamiento deportivo avanzado.

## El parlamento de la infancia
La preocupación por la participación de la infancia y juventud de Kempele en las decisiones del municipio llevó a profesores y representantes de la municipalidad a crear un modelo de participación ciudadana infantil. El parlamento de la infancia sesiona en forma plena dos veces al año con 17 representantes surgidos de entre los consejos de cada escuela. Se analizan cuestiones tales como el entorno de la infancia y de la juventud, el bienestar y las cuestiones educativas. En estas sesiones, los jóvenes pueden presentar los llamados planes de desarrollo a largo plazo y pueden decidir sobre la puesta en práctica "inmediata" de los proyectos.

### Educación formal
El municipio de Kempere tiene cuatro escuelas básicas y un liceo. Asimismo, hay dos instituciones de educación superior.

## Bahía de Liminka
La bahía de Liminka es un famoso paraíso ontológico. Es conocido por sus grandes zonas de alimentación para las aves. Muchos gansos silvestres, patos y pájaros en tránsito pueblan la zona.

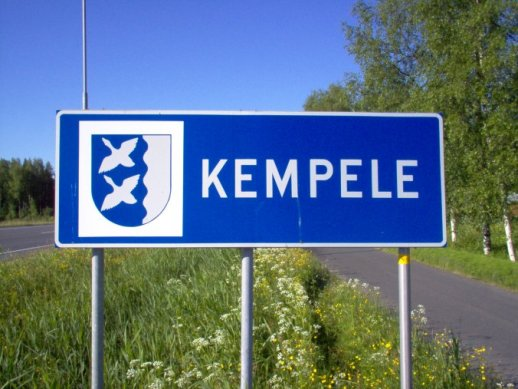